# 냥기라스
냥기라스(일본어: ニャンギラス, Nyangilas)는 오냥코클럽 멤버 중 4명에 의해 1986년에 결성한 일본의 여성 아이돌 그룹이다.

## 멤버
- 타츠미 리카
- 키하라 아키
- 나고야 미카
- 시라이시 마코

## 음반 목록

### 싱글
1. 私は里歌ちゃん (1986년 4월 1일)
2. 自分でゆーのもなんですけれど (1986년 6월 21일)

### 앨범
1. 最初で最後 (1986년 8월 25일)

## 같이 보기
- 오냥코클럽